# Kim Bu-sik
Kim Bu-Sik (* 1075; † 1151) war Geschichtsschreiber und Politiker zur Zeit der Goryeo-Dynastie. Sein Hauptwerk ist die Samguk Sagi (삼국사기 [samk'uks'agi], 三國史記), auf deutsch die „Chronik der Drei Königreiche“. Sie stellt neben der Samguk Yusa das wichtigste Werk der Frühgeschichte Koreas dar.

## Leben
Kim Bu-sik stammte aus einer Adelsfamilie, deren Vorfahren mit Sillas Königsfamilie verwandt waren. Geboren wurde er im Jahr 1075 in Sillas Hauptstadt Gyeongju. Im Jahr 1096 bewarb er sich um ein Amt. Nach der bestandenen Aufnahmeprüfung Gwageo (과거 [kwagə], 科擧) durchlief er wie die meisten Söhne von Yangban die gewohnte Amtslaufbahn. Ab 1120 verwickelte er sich zunehmend in politische Machtkämpfe. Als Myocheong im Jahr 1135 einen Staatsstreich anzettelte, bekämpfte er im Auftrag des Königs die Rebellen erfolgreich.
Seine Berühmtheit in der Nachwelt verdankt er dem unter seinen Namen überlieferten Geschichtswerk Samguk Sagi.